# Stelis acostaei
Stelis acostaei är en orkidéart som beskrevs av Rudolf Schlechter. Stelis acostaei ingår i släktet Stelis och familjen orkidéer. Inga underarter finns listade i Catalogue of Life.